# Święty Marcjusz
Marcjusz z Auvergne (ur. 440 lub 445, zm. 530) – święty katolicki, mnich pustelnik.
Wszystko co wiemy o świętym Marcjuszu pochodzi z dzieła Vitae Patrum (rozdział XIV) autorstwa świętego Grzegorza z Tours, którego ojca Marcjusz wyleczył z ciężkiej choroby. 
Święty Marcjusz urodził się w  Auvergne, (obecna Owernia) między 440 a 445 rokiem. Od wczesnej młodości Marcjusz odznaczał się wielką religijnością. Po osiągnięciu wieku męskiego zdecydował się wycofać ze świata, aby prowadzić samotne życie. W 460 roku udał się na szczyt Clermont i zamieszkał tam jako pustelnik. Wykuł sobie pustelnię na zboczu góry i wyrzeźbił kamienne łóżko, na którym leżał.
Sława jego świętości i przypisywane mu cuda sprawiły, że wkrótce dołączać do niego zaczęli liczni naśladowcy, stając się jego uczniami. Stopniowo uformowali się we wspólnotę, która czas dzieliła między modlitwę a uprawę ziemi.. W 470 roku pustelnia przemieniła się w klasztor, w którym Marcjusz był opatem. 
Zmarł w opinii świętości w 530 roku. Został pochowany w kaplicy klasztornej, gdzie później miało miejsce wiele cudów. 
Dzień pamięci obchodzi się 13 kwietnia.